# Paratrigona onorei
Paratrigona onorei är en biart som beskrevs av Camargo och Jesus Santiago Moure 1994. Paratrigona onorei ingår i släktet Paratrigona och familjen långtungebin. Inga underarter finns listade i Catalogue of Life.